# Frédéric de Brandebourg-Schwedt
Margrave Frédéric de Brandebourg-Schwedt (13 août 1710 – 10 avril 1741, est mort dans la Bataille de Mollwitz) est le deuxième fils du Margrave Albert-Frédéric de Brandebourg-Schwedt, et son épouse Marie-Dorothée de Courlande (1684-1743).

## Biographie
Il sert d'abord dans l'armée hollandaise, et plus tard en tant que colonel du régiment royal de Prusse des gardes à cheval. À partir de 1737, il est chevalier du grand bailliage de Brandebourg. En 1741, il est commandant du régiment Margrave Charles. Cette même année, il est tombé dans la Bataille de Mollwitz.
Son nom est mentionné sur la statue équestre de Frédéric le Grand, sur la ligne centrale de l'avenue Unter den Linden à Berlin.